# グランドフォークス国際空港
グランドフォークス国際空港（グランドフォークスこくさいくうこう、Grand Forks International Airport、IATA: GFK）は、アメリカ合衆国ノースダコタ州北東部、グランドフォークス郡にある公営空港。グランドフォークス郡とグランドフォークス市の合同局である、グランドフォークス地域空港局が所有している。グランドフォークス市の中心部から北西へ約9km、州間高速道路I-29の最寄りの出口から国道2号線を6kmほど西へ行った、周囲をライ郡区に囲まれたところに位置し、空港敷地もグランドフォークス市域内と定められている。この空港には定期旅客便の国際線は就航していないが、カナダその他、アメリカ合衆国外からの到着便に対応する税関が設けられているため、「国際空港」に区分され、空港名称もそのようになっている。連邦議会下院議員・上院議員の両方を務めた地元ノースダコタ州出身・選出の政治家、マーク・アンドリュースにちなんで、マーク・アンドリュース国際空港（Mark Andrews International Airport）と呼ばれることもある。
グランドフォークス国際空港の離着陸回数は年間30万回以上を数え、ノースダコタ州内では群を抜き、全米でも25位以内に入る。しかし、その約9割は、この空港で飛行訓練を行っているノースダコタ大学航空宇宙学部によるものである。連邦航空局による分類では、この空港は非ハブ商業空港に分類されている。

## 空港施設

### 旅客ターミナル
現在建っているターミナルビル、バイロン・L・ドーガン・ターミナルは2011年8月30日から使われているものである。以前使われていたターミナルビルは1964年に建てられたもので、陳腐化・老朽化が著しく、2000年代中盤には拡張性の低さや、多くの構造上・安全上の問題が取り沙汰されるようになった。そのため、改修するか、新しいターミナルビルを建てるかの二者択一を迫られるようになり、コンサルティンググループの勧めに従って新築することにした。こうしてこの新しいターミナルビルは2009年7月に着工、その翌々年に完成し、元州上院議員バイロン・ドーガンの名がつけられた。このターミナルビルは2階建てで、2つの搭乗口を有している。ターミナルビル内で営業する飲食店、レッド・リバー・バレー・グリルは、TSAチェックポイントの内と外の両方にカウンターを有し、同じものを提供している。

### ノースダコタ大学航空宇宙学部
グランドフォークス国際空港最大のテナントは航空会社ではなく、ノースダコタ大学のジョン・D・オデガード航空宇宙学部である。同学は約120機の航空機を保有し、空港の離着陸の大部分を占めている。同学の訓練・実習施設や格納庫などは、旅客ターミナルよりも奥、エアポート・ロードの終点周辺に集中して置かれている。

### 滑走路
654haの敷地に4本の滑走路を有する。

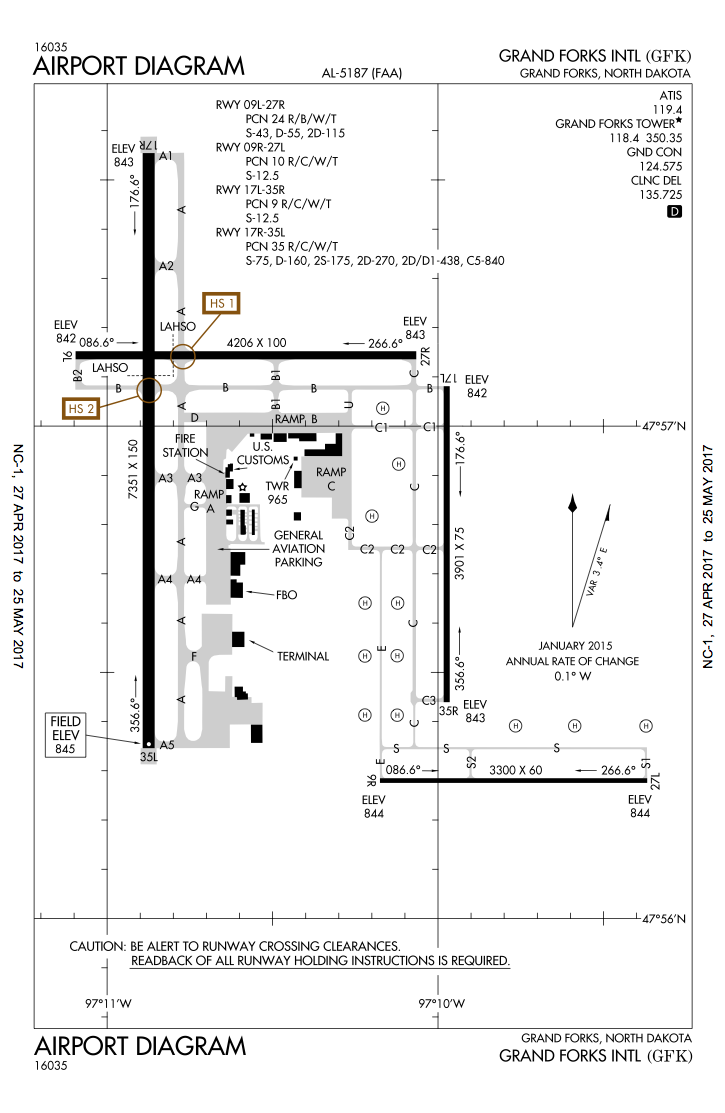
グランドフォークス国際空港の空港ダイアグラム

- 17R/35L: 2,240m x 46m、アスファルト、ILS装備
- 9L/27R: 1,282m x 30m、コンクリート
- 17L/35R: 1,189m x 23m、コンクリート
- 9R/27L: 1,006m x 18m、コンクリート

主にノースダコタ大学航空学部によるゼネラル・アビエーションの離着陸回数が大幅に増えたため、空港南東部に4本目の滑走路が造られた。この滑走路は完成後、9R/27Lとつけられた。これに先立って、2008年10月、それまで8/26とされていた滑走路は、9L/27Rに改名された。

### 航空機
2018年、グランドフォークス国際空港には368,385機（1日平均1,009機）が離着陸した。その内訳としては、ゼネラル・アビエーションが70.2%、エアタクシーが29.5%を占め、商用は0.2%、軍用は0.1%未満にとどまった。本空港を母港とする航空機の数は179機で、うち157機は単発機、20機が多発機で、ジェット機はわずか2機であった。

## 発着路線と行先
グランドフォークス国際空港に就航している旅客便は下記の通りである。
- デルタ航空: ミネアポリス・セントポール
- アレジアント・エア: ラスベガス、フェニックス・メサ、オーランド・サンフォード便（季節運航）

また、グランドフォークス国際空港には、かつてフェデックスが地域ハブを置き、ノースダコタ州全域、ミネソタ州北西部、およびサウスダコタ州・モンタナ州の一部地域をカバーしていた。しかし、2016年11月、同社はファーゴのヘクター国際空港にその機能を移転させた。

## 註
1. 1 2 3 4  AirportIQ 5010. (Form 5010: Grand Forks Int'l) Airport Master Record. Federal Aviation Administration. 2019年11月7日. 2019年11月17日閲覧.
2. 1 2  Facts & Statistics. Grand Forks International Airport. 2019年11月17日閲覧.
3. ↑  グランドフォークス市域西端とこの空港との間の国道2号線もグランドフォークス市域に含まれているため飛地ではない。
4. ↑  24 Hour Customs Service. GFK Flight Support. 2019年11月17日閲覧.
5. ↑  Airport Operations and Ranking Reports Using the Air Traffic Activity Data System (ATADS). Federal Aviation Administration. 2019年11月17日閲覧.
6. ↑  Appendix A: All Existing NPIAS Airports (2017-2021). Federal Aviation Administration. 2016年10月21日. 2019年11月17日閲覧.
7. 1 2  Airport History. Grand Forks International Airport. 2019年11月17日閲覧.
8. ↑  Relax, Dine & Shop. Grand Forks International Airport. 2019年11月17日閲覧.
9. ↑  Interactive Campus Map, Printable Campus Map. University of North Dakota. 2019年11月17日閲覧.
10. ↑  Airline Information. Grand Forks International Airport. 2019年11月17日閲覧.
11. ↑  Hageman, John. FedEx to pay more than $2.7 million to Grand Forks airport for move to Fargo. Dickinson Press. 2016年11月17日. 2019年11月17日閲覧.